# Тристан (гаряча точка)

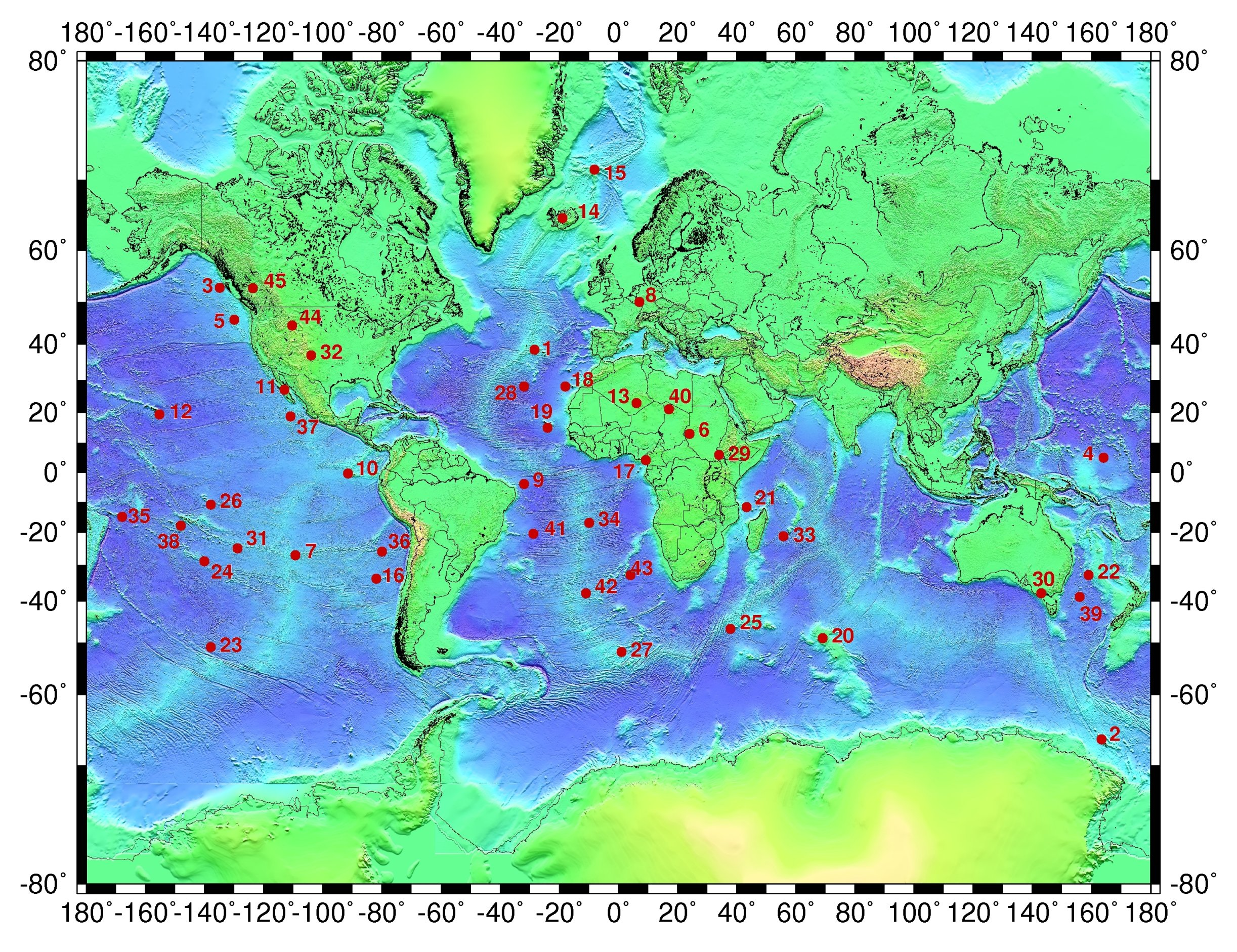
Гаряча точка Тристан позначена на мапі цифрою 42.

Гаряча точка Тристан — вулканічна гаряча точка, яка розташована у південній частині Атлантичного океану і відповідальна за вулканічну активність у цьому регіоні. Вважається, що через  неї виникли острів Тристан-да-Кунья архіпелагу Тристан-да-Кунья та Хребет Валвіс на Африканській плиті.
Цю гарячу точку також тісно пов'язують з базальтовими траповими провінціями Парана та Етендека, які сформувались над гарячою точкою під час формування (розкриття) Південного Атлантичного Океану.
Гаряча точка острову Гоф також пов'язана з траповими провінціями Парана та Етендека через хребет Валвіс.